# Atmosfärisk refraktion

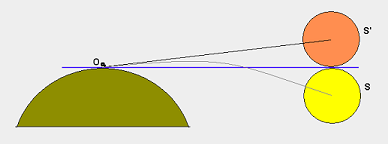

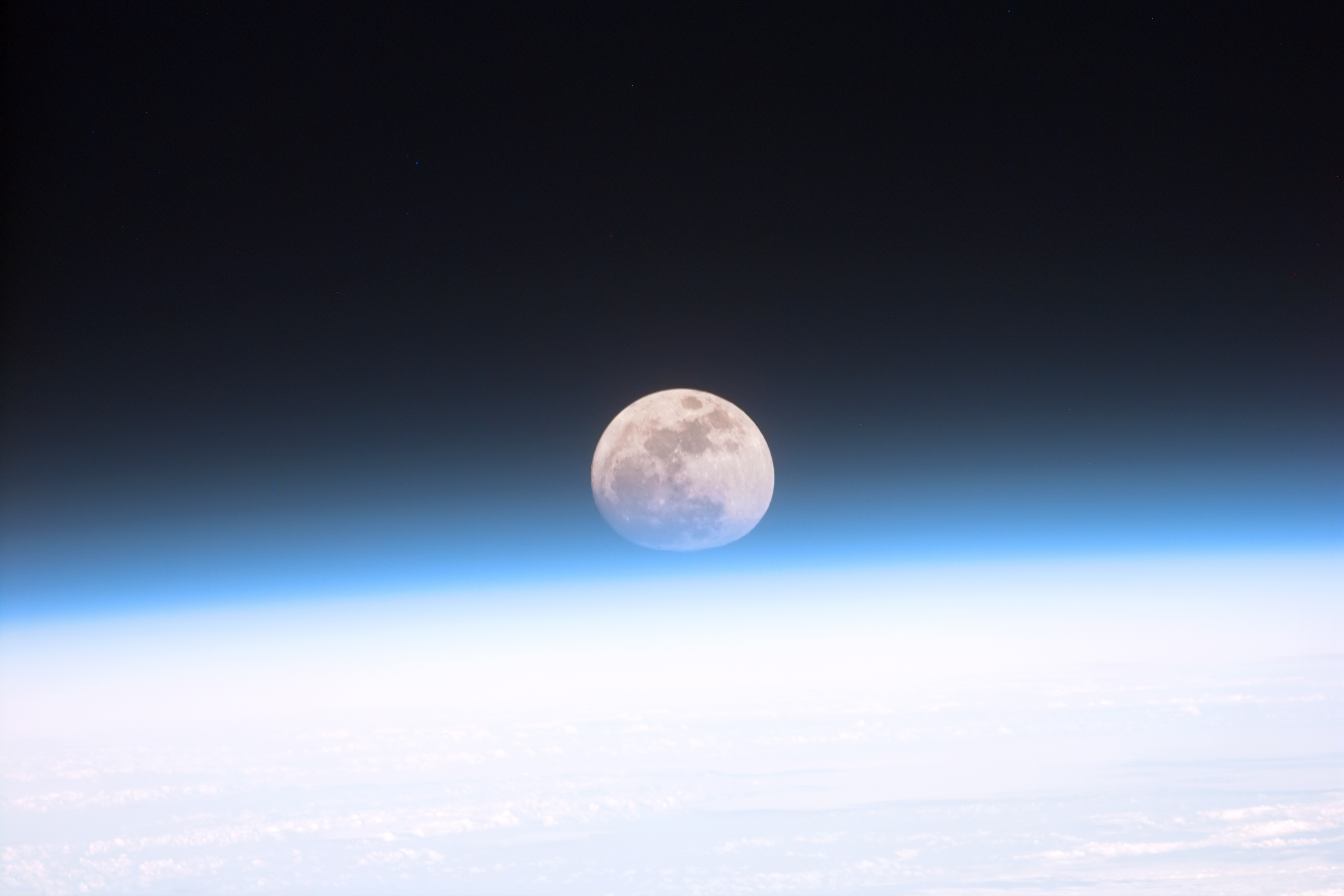
En bild på fullmåne som går ner bakom jorden. Längst ner ser det ut som månen är ihoptryckt, detta är ett resultat av atmosfärisk refraktion.

Atmosfärisk refraktion är den refraktion som sker när ljus passerar genom atmosfären, på grund av troposfärens inverkan.
Ljuset böjs så att det ser ut som om objektet som ljuset kommer ifrån ligger på en annan punkt än vad det egentligen gör. Detta fenomen har störst inverkan närmast horisonten och vid zenit så existerar det inte alls. Det här påverkar också antalet soltimmar man får per dygn, speciellt vid polerna.
Exempel på matematiska modeller för korrektion av atmosfärisk refraktion är Hopfields och Saasatamoinens atmosfärsmodeller.

## Värden
Den atmosfäriska refraktion är noll vid zenit, mindre än 1 bågminut vid 45° höjd, fortfarande bara 5,3 bågminuter vid 10° höjd, men sedan ökar den kraftigt när man närmar sig horisonten. Vid horisonten är refraktionen cirka 34 bågminuter, bara lite större än solens diameter. Refraktionen påverkas också av temperatur och tryck i atmosfären. Värdena som är givna ovan är för temperaturen 10 °C och 101,3 kPa. För temperaturen gäller: lägg till 1 procent på refraktionen för varje 3 °C kallare det blir och dra bort om det blir varmare istället. För trycket gäller: lägg till 1 procent på refraktionen för varje 0,9 kPa högre trycket blir och dra bort om trycket minskar. Det här gör till exempel att det är meningslöst att försöka säga exakt när solen går upp och ner då det beror på vädret, ett lagom avrundningsvärde är en bågminut.

## Hopfields atmosfärsmodell

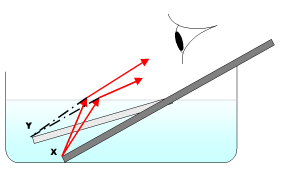
Pennan ser ut att ligga längre fram i skålen än vad den gör.

Hopfields atmosfärsmodell är ett av sätten man kan använda för att räkna ut hur stor den atmosfäriska refraktionen är vid ett visst tillfälle. För att göra det används skalningsparametrar. Som nämndes tidigare så påverkar värme, tryck och luftfuktighet den atmosfäriska refraktionen. Det som påverkar mest är luftfuktigheten, därför blir det bäst resultat om man mäter vid torr luft. Det blir också svårare att använda den om objektet har låga elevationsvinklar.

## Andra typer av refraktion

Om man står under vatten och ser uppåt ser man rakt upp ovanför ytan, men ju mer man ser åt sidorna desto mindre ser man över ytan tills man inte ser något alls. Detta sker för vatten och luft vid en vinkel på cirka 40-45°.

Det finns andra typer av refraktion som är betydligt mer synliga och lättare att förstå för oss människor än den atmosfäriska refraktionen. Det här kan man själv se genom ett väldigt enkelt experiment. Lägg ett mynt i en kopp mot ena kanten, gå iväg någon meter från koppen och ställ dig på en sådan höjd så du inte ser botten eller myntet. Be en kompis att hälla på vatten och håll huvudet stilla, efter ett tag ser du myntet, ljuset har böjts runt koppens kant. Ett annat exempel på detta är om du ligger och snorklar och kollar lite snett uppåt, så ser du inte ovanför ytan, utan någon meter framför dig, för ljuset där har brutits ner framför dig. Även ljud kan refrakteras. 